# Berberis congestiflora
El calafate, Berberis congestiflora, es una especie de plantas de la familia Berberidaceae.  Conocido como calafate al igual que otras plantas, posee un fruto muy apreciado, y aparece en montes abundantes en la zona sur de Chile y Argentina (Patagonia). 

## Descripción
Arbusto de hasta 3 m de altura. Hojas de borde entero o espinoso con 5-7 pares de espinas,  agrupadas, coriáceas de forma   oval o   elíptica.   Lámina   glabra de 0,9-3,5 x 0,6-2,5 cm con márgenes    revolutos.  Flores agrupadas en  racimos compuestos por cerca de 25 flores, pedúnculo de 2-5 cm de largo,  pedicelo de 2-4 mm de largo. Flores de 2,5-3 mm de largo de color amarillo.  Perianto compuesto de 14  tépalos. 6  estambres de 1,5-2 mm de largo y pistilo de 1,5 mm de largo. El fruto es una  baya globosa color azul oscuro de 6 mm de diámetro que contiene 4-5 semillas negras de 4 mm de largo.
Presenta pequeñas hojas y abundante cantidad de espinas en toda su magnitud, lo cual dificulta la extracción de este fruto.

## Se dice que...
Para la gente del lugar, es muy común escucharles decir, "Quien come calafate vuelve a la Región". Este dicho se les dirige a los turistas que visitan mucho la región, sobre todo en época de verano.

## Taxonomía
Berberis congestiflora fue descrita por Claudio Gay y publicado en Flora Chilena 1: 75, pl. 3 [Atlas]. 1845.
Etimología
Berberis: nombre genérico que es la forma latinizada del nombre árabe de la fruta.
congestiflora: epíteto latino que significa "con flores hacinadas".

## Otras bibliografía
1. Ahrendt, L. W. A. 1961. Berberis and Mahonia. A taxonomic revision. J. Linn. Soc., Bot. 57(369): 1–410.
2. Landrum, L. R. 1999 [2000]. Revision of Berberis (Berberidaceae) in Chile and adjacent southern Argentina. Ann. Missouri Bot. Gard. 86(4): 793–834.
3. Marticorena, C. & M. Quezada. 1985. Catálogo de la Flora Vascular de Chile. Gayana, Bot. 42: 1–157.